# 布拉尼斯拉夫·西米奇
布拉尼斯拉夫·西米奇（1935年3月21日—），塞尔维亚男子摔跤运动员。他曾代表南斯拉夫参加1956年、1964年和1968年夏季奥林匹克运动会摔跤比赛，获得一枚金牌和一枚铜牌。